# Clara Nunes

Clara Nunes, 1971

Clara Nunes (* 12. August 1942 in Paraopeba; † 2. April 1983 in Rio de Janeiro) war eine brasilianische Sängerin und Komponistin.
Die als Clara Francisca Gonçalves geborene Künstlerin trug neben Antônio Carlos Jobim, Caetano Veloso und Gilberto Gil viel zur Popularität der brasilianischen Musik und Samba bei, sie wird bis heute als eine der wichtigsten Sängerinnen des Samba, der brasilianischen Populärmusik überhaupt, angesehen.
Clara Nunes starb an den Folgen einer Varizenoperation.

## Diskografie
Studioalben
- 1966: A voz adorável de Clara Nunes
- 1968: Você passa e eu acho graça
- 1969: A beleza que canta
- 1971: Clara Nunes
- 1972: Clara Clarice Clara
- 1973: Clara Nunes
- 1974: Brasileiro Profissão Esperança (com Paulo Gracindo)
- 1974: Alvorecer
- 1975: Claridade
- 1976: Canto das três raças
- 1977: As forças da natureza
- 1978: Guerreira
- 1979: Esperança
- 1980: Brasil Mestiço
- 1981: Clara
- 1982: Nação

Kompilationen
- 1994: Meus Momentos (BR: Gold)[2]
- 1995: Com Vida (BR: Gold)
- 2010: Conto De Areia (BR: Gold)